# Schloss Sachsengang
Schloss Sachsengang är ett slott i Österrike.   Det ligger i distriktet Gänserndorf och förbundslandet Niederösterreich, i den östra delen av landet, 16 km öster om huvudstaden Wien. Schloss Sachsengang ligger 153 meter över havet.
Terrängen runt Schloss Sachsengang är platt. Runt Schloss Sachsengang är det ganska tätbefolkat, med 83 invånare per kvadratkilometer.. Närmaste större samhälle är Wien, 16,3 km väster om Schloss Sachsengang. 
Trakten runt Schloss Sachsengang består till största delen av jordbruksmark.